# Dětští vojáci

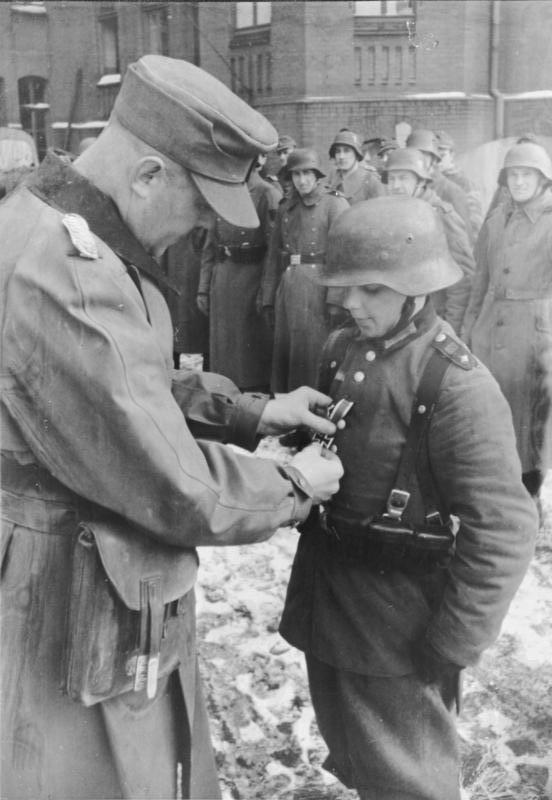
Šestnáctiletý člen Hitlerjugend vyznamenáván v březnu 1945

Za dětské vojáky jsou dle definice UNICEFu považovány všechny děti, které jsou jakýmkoliv způsobem zapojeny do pravidelné či nepravidelné ozbrojené skupiny. Nejen jako vojáci, nýbrž také jako poslíčci, kuchaři, nosiči nebo sexuální otroci.
Fenomén užití dětí ve válečných konfliktech je přítomný od počátků historie, avšak sílí od poslední třetiny 20. století v souvislosti s množstvím občanských válek, které vedou k rozvrácení společenských struktur v daných oblastech.
Odhaduje se, že dětí mladších 18 let je ve vojenských konfliktech po celém světě zapojeno okolo 300 000.[kdy?]

## Galerie

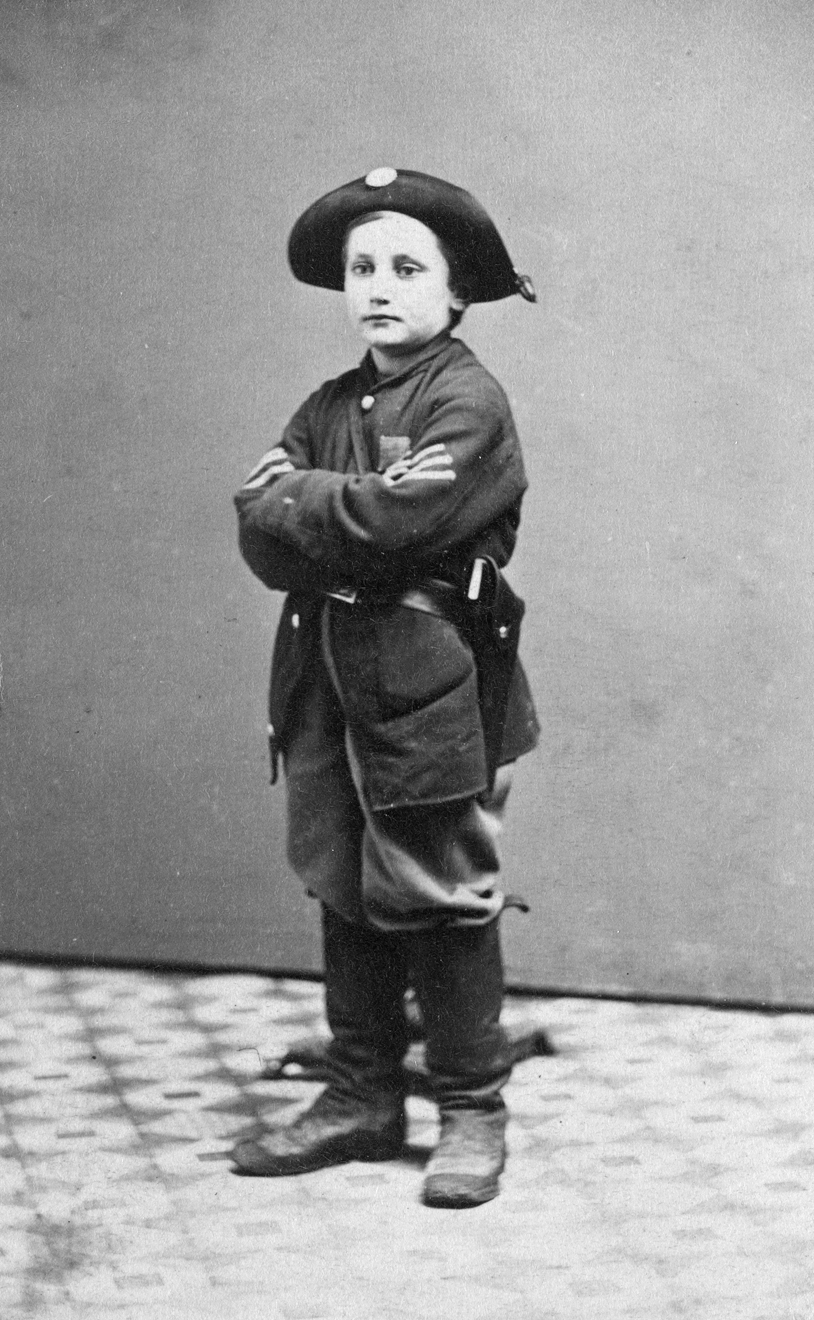
Bubeník John Clem, který se zúčastnil bojů americké občanské války
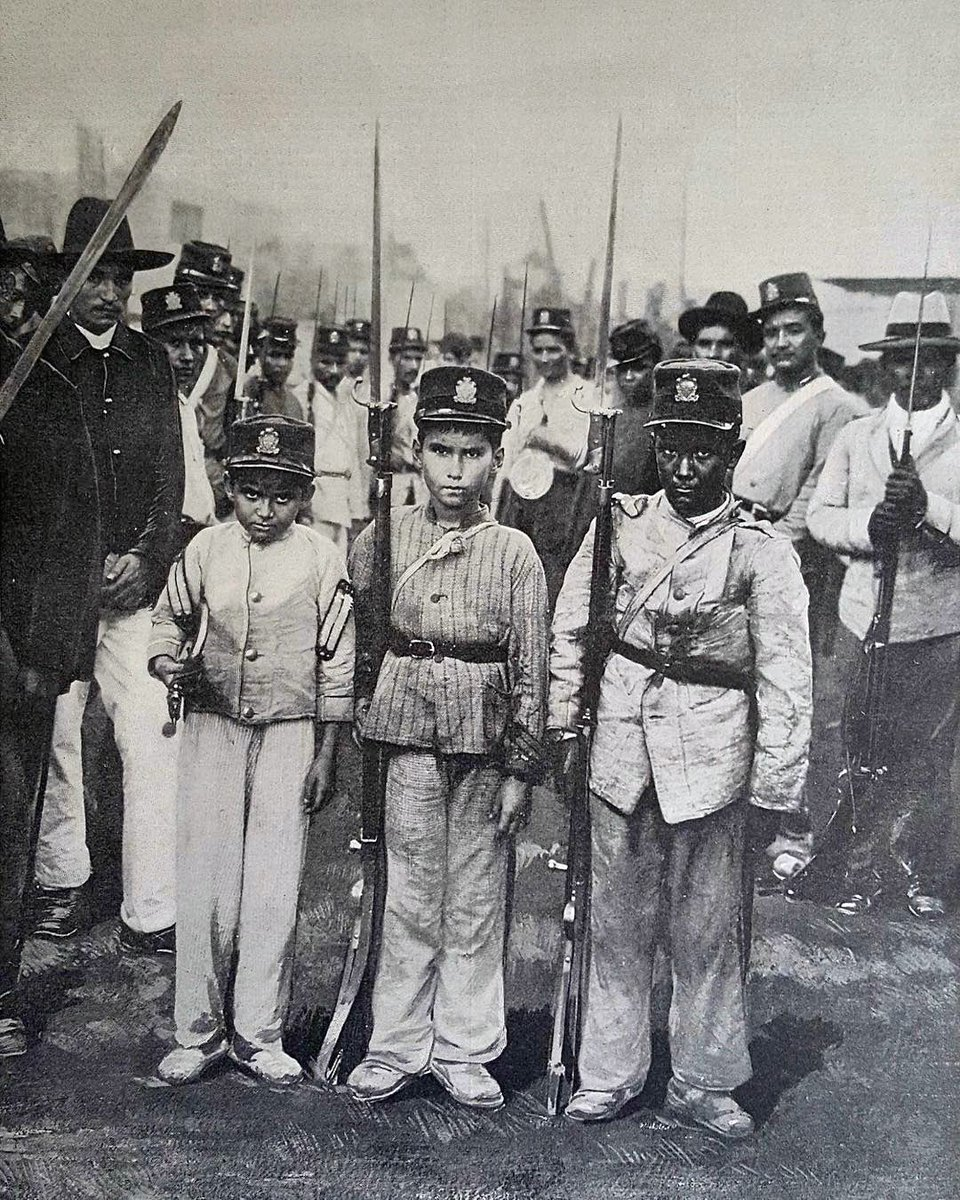
Vojáci občanské války v Kolumbii v roce 1899
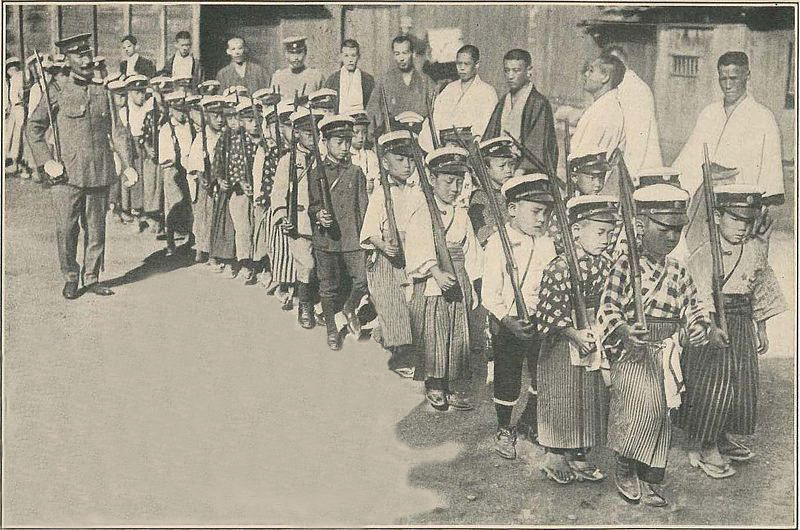
Výcvik japonských dětí v roce 1916
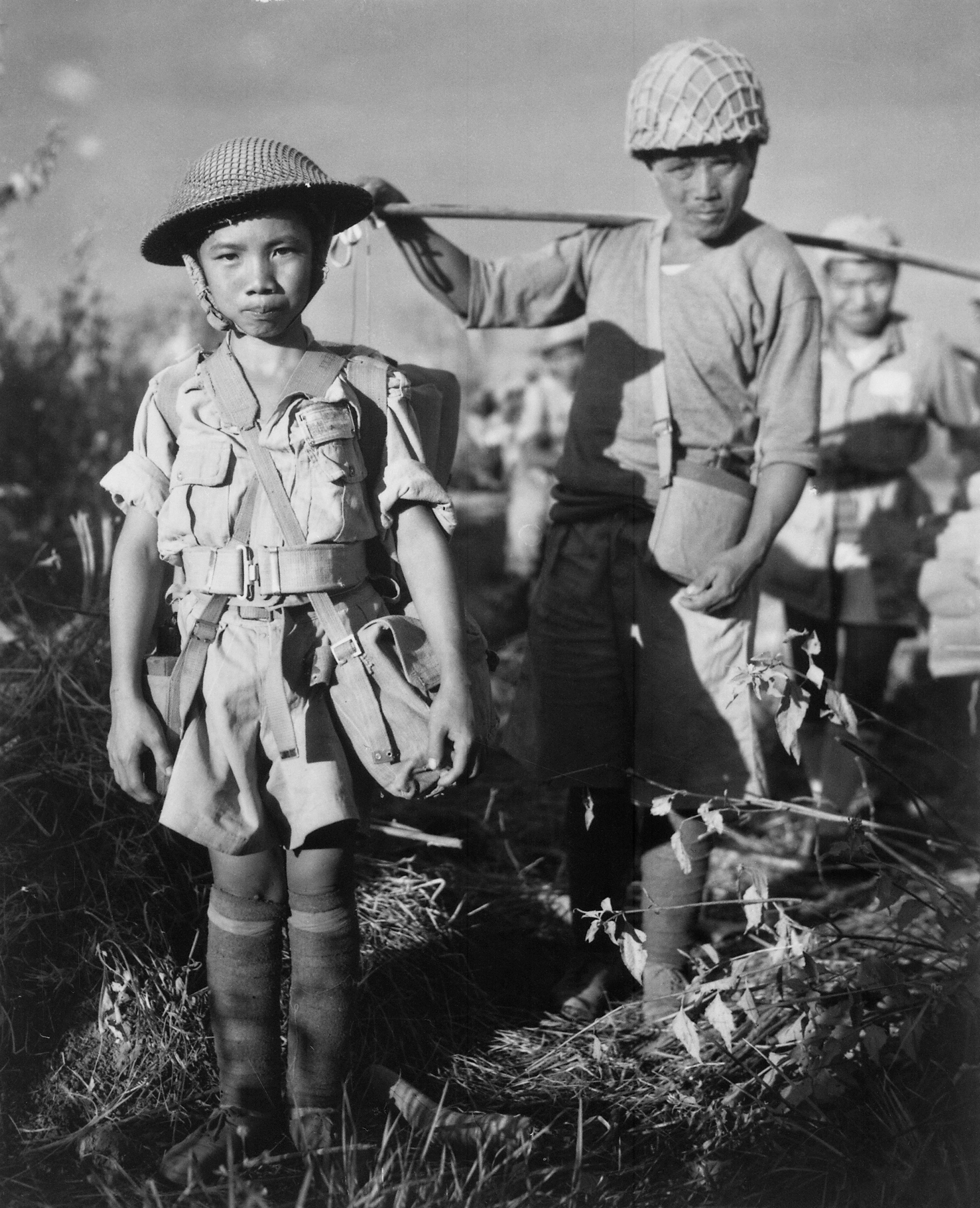
Desetiletý čínský voják Kuomintangu v roce 1944
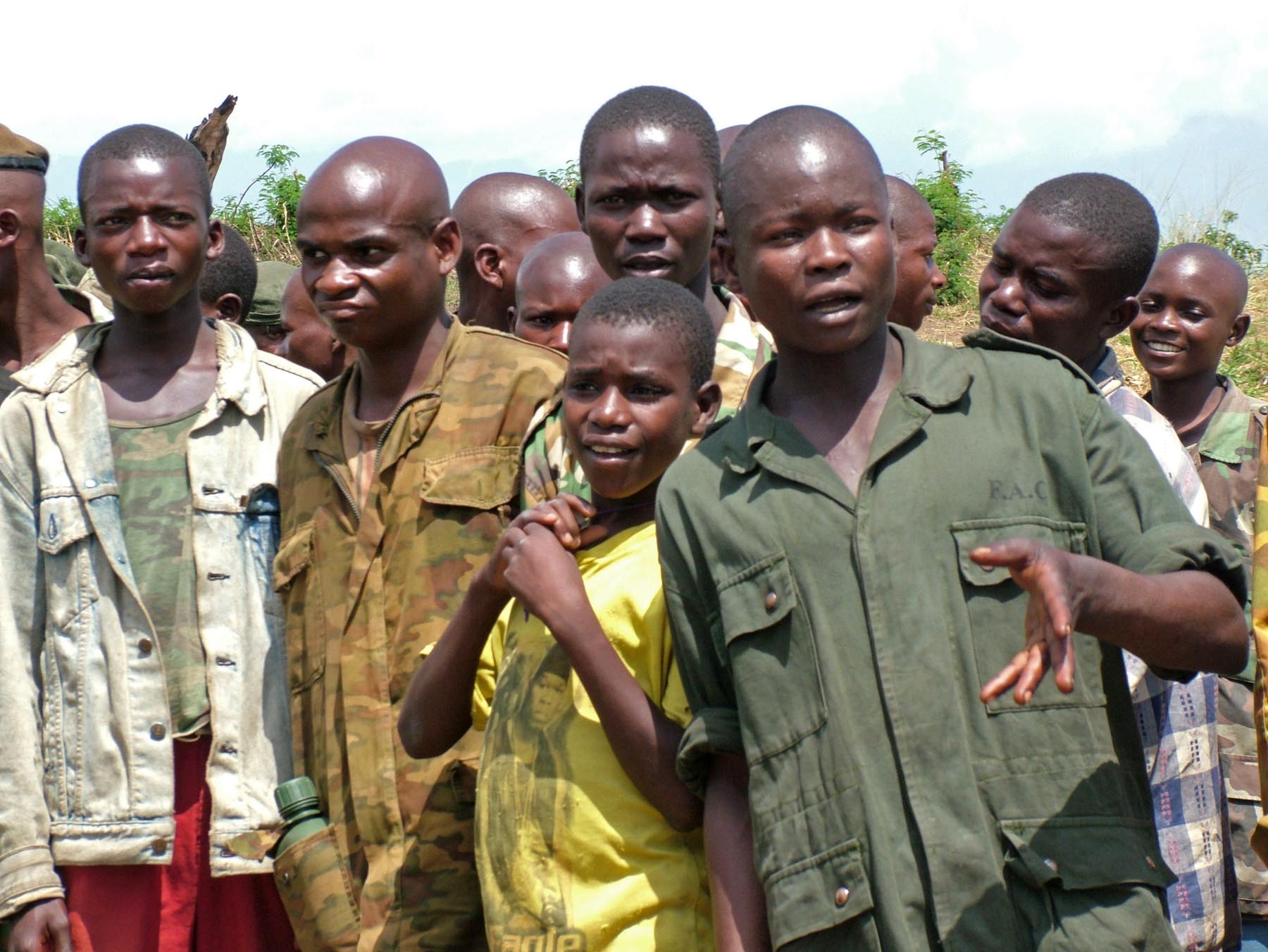
Skupina demobilizovaných vojáků v Demokratické republice Kongo
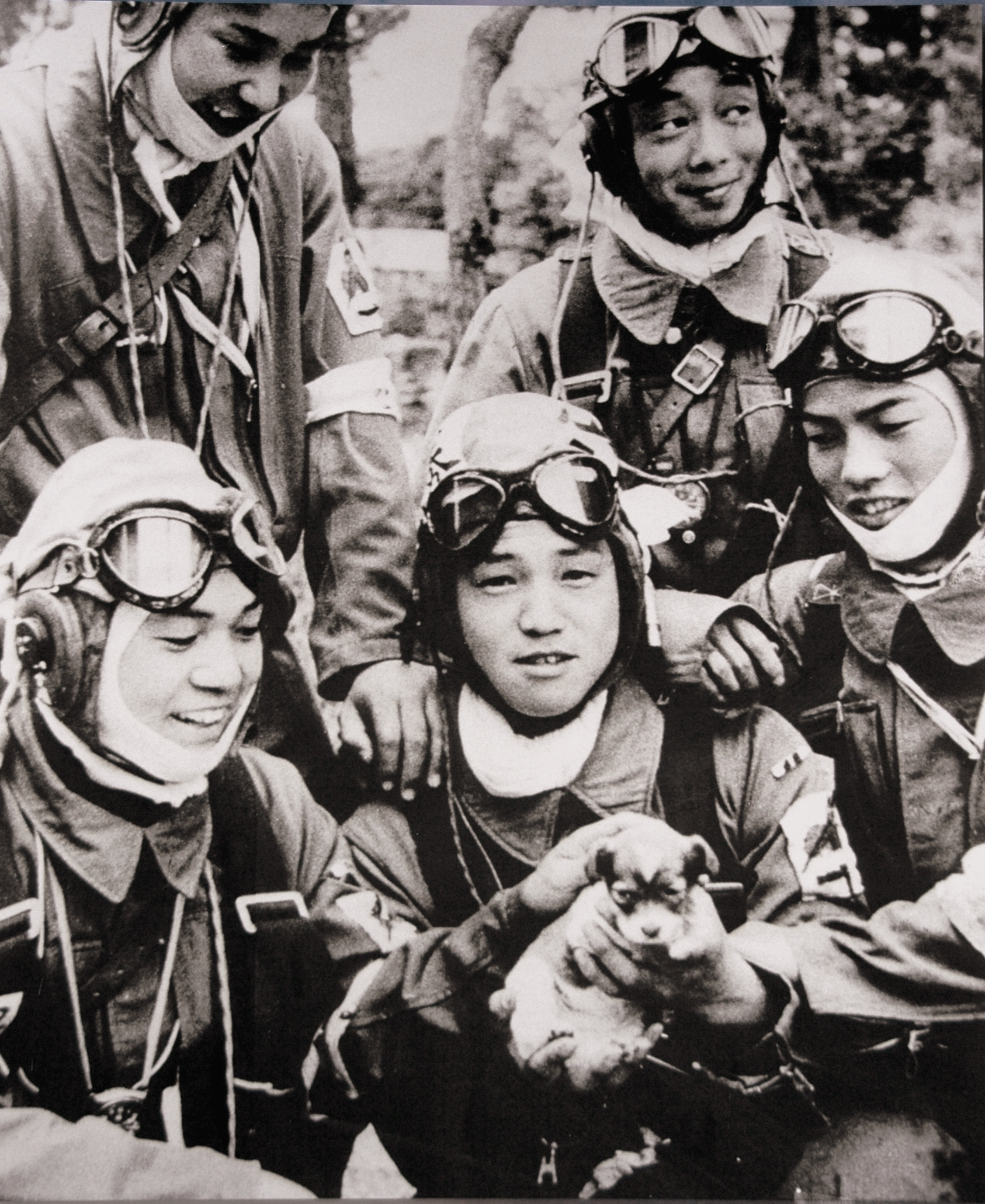
Sedmnáctitetí piloti kamikaze v roce 1945
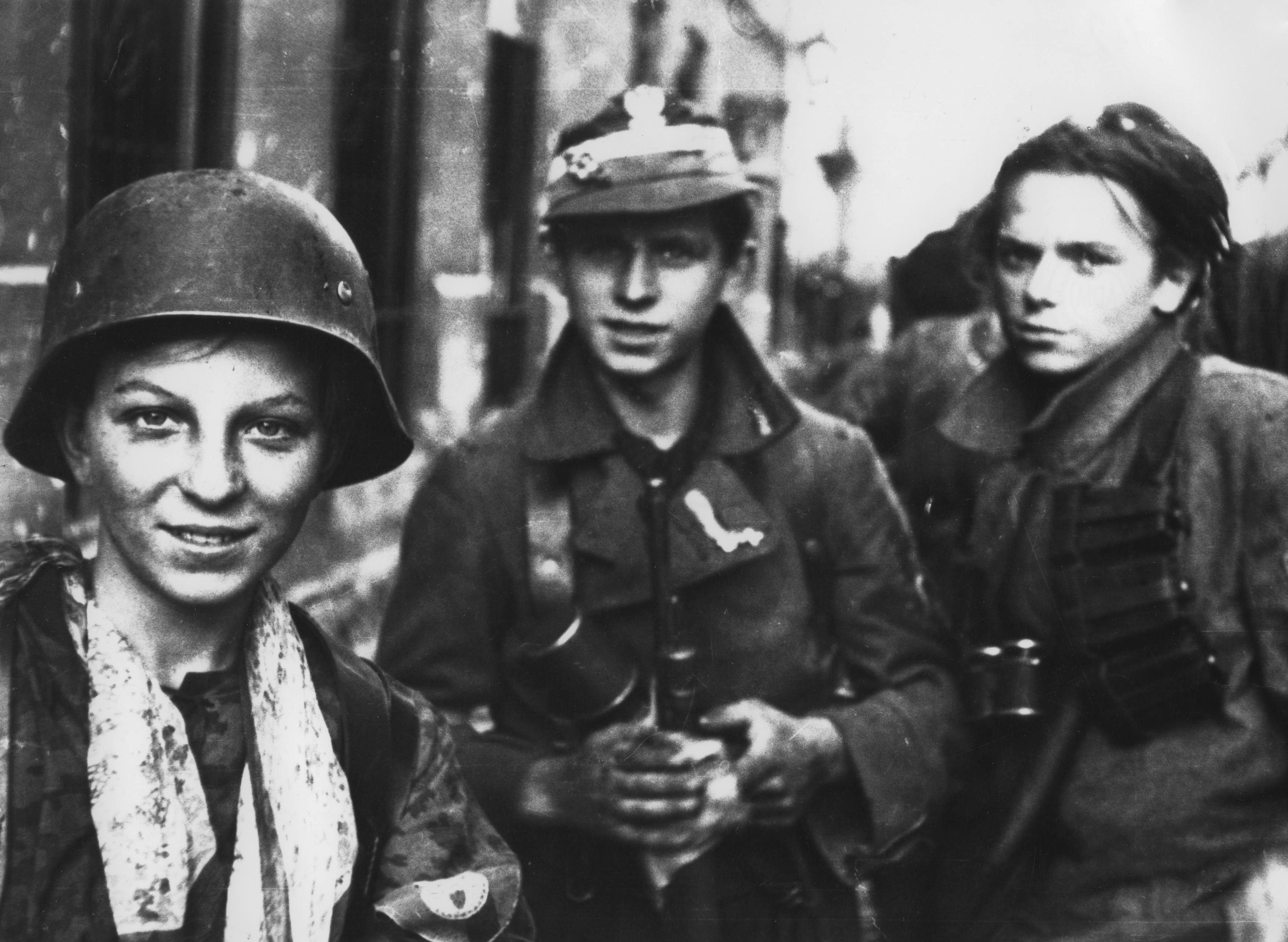
Dětští vojáci ve Varšavském povstání v roce 1944